# Браћа Арџик
Браћа Арџик је музички дуо који се састоји од македонских певача, близанаца Давора и Давида Арџика. Прославили су се у првој сезони музичког такмичења IDJ Show. Ментор им је био Дарко Димитров. Заједно са Северином Јањетовићем и Петром Аничићем, такмичили су се као део мушког квартета 4YU, и освојили четврто место, након чега су снимили заједничку песму Будало мала. Бојбенд није наставио да снима, па је сваки од певача наставио засебно, а браћа Арџик као дуо.Давор се такође такмичио у серијалу Звезде Гранда.

## Дискографија

### Синглови
Као део бојбенда 4YU
- Будало мала (2022)

Као дуо Браћа Арџик
- Волим то (2020)
- Знак (2020)
- Јованка (2023)
- Дал је пипа (2023)[6]
- Фаталнa луда (2024)
- Играј играј (2024)
- Шеки шеки (2024) са Вики Еф
- Рано моја (2025)
- Пали ме (2025) са Иваном Крунић

### Обраде у току такмичења
Као део бојбенда
- Хотел/30.фебруар/Дишем/Извини мама/Последњи плес - медли (2022)
- Километри (2022)
- Гледај мене (2022) са Љупком Арсовском
- Тутуруту (2022) са Ермином

Као дуо
- Генге (2022)
- Дођи себи са Ђиом (2023)